# 얀 아우렐 비세크
얀 아우렐 루저 비세크(독일어: Yann Aurel Ludger Bisseck, 2000년 11월 29일 ~ )는 독일의 축구 선수이다. 그의 포지션은 중앙 수비수로, 현재 세리에 A의 인테르나치오날레에서 활약하고 있다.

## 클럽 경력
2017년 11월 26일, 비세크는 16세의 나이로 헤르타 BSC와의 경기에서 1. FC 쾰른 소속으로 데뷔전을 치뤘으며, 이 경기에서 그는 쾰른 역사상 최연소 선수이자 분데스리가 최연소 데뷔 독일 선수가 되었다. 비세크는 또한 누리 샤힌에 이어 리그 역사상 두 번째로 최연소 나이에 데뷔한 선수로 기록되었다.
2019년 1월 17일, 그는 홀슈타인 킬로 2019-20 시즌까지 임대되었다. 2020년 여름, 비세크는 포르투갈의 비토리아 기마랑이스와 2년 임대 계약을 맺었다. 그러나, 1년 후에 임대 계약이 종료되었고, 비세크는 덴마크 수페르리가의 AGF로 1년 임대되었다. 2021년 10월 27일, AGF는 구단이 그의 영입 옵션을 발동한 것을 확인하고 2026년 6월까지 영구 계약을 맺었으며, 2021년 10월 27일부터 즉시 효력이 발생한다고 밝혔다.

## 사생활
독일에서 태어난 비세크는 카메룬 혈통이다. 그는 현재 독일 청소년 국가대표팀에서 뛰고 있다.

## 수상 내역
개인
- 프리츠 발터 메달 U-19 동메달: 2019[10]